# Sioni-kathedraal
De Sioni-kathedraal (Georgisch: სიონი (ტაძარი)) is een Georgisch-Orthodoxe kathedraal in de hoofdstad van Georgië, Tbilisi. De kerk is gewijd aan het hoogfeest Ontslapen van de Moeder Gods. De kathedraal van Sioni draagt de naam van de berg Zion in Jeruzalem zoals het een traditie was in het middeleeuwse Georgië om religieuze gebouwen te vernoemen naar plaatsen in het Heilige Land.
De kathedraal van Sioni bevindt zich in de historische Sionis Kutsja (Sionistraat) in het centrum van Tbilisi, op de rechteroever van de Mtkvari. Hij werd oorspronkelijk gebouwd in de 6de-7de eeuw. Sindsdien werd hij enkele keren verwoest door buitenlandse machten en weer gerenoveerd. De huidige kerk is gebaseerd op een 13de-eeuwse versie die nog enkele wijzigingen onderging in de 17de tot de 19de eeuw. De Sioni-kathedraal was de hoofdzetel van de Katholikos-patriarch van Geheel Georgië tot de Sameba-kathedraal werd ingewijd in 2004. 

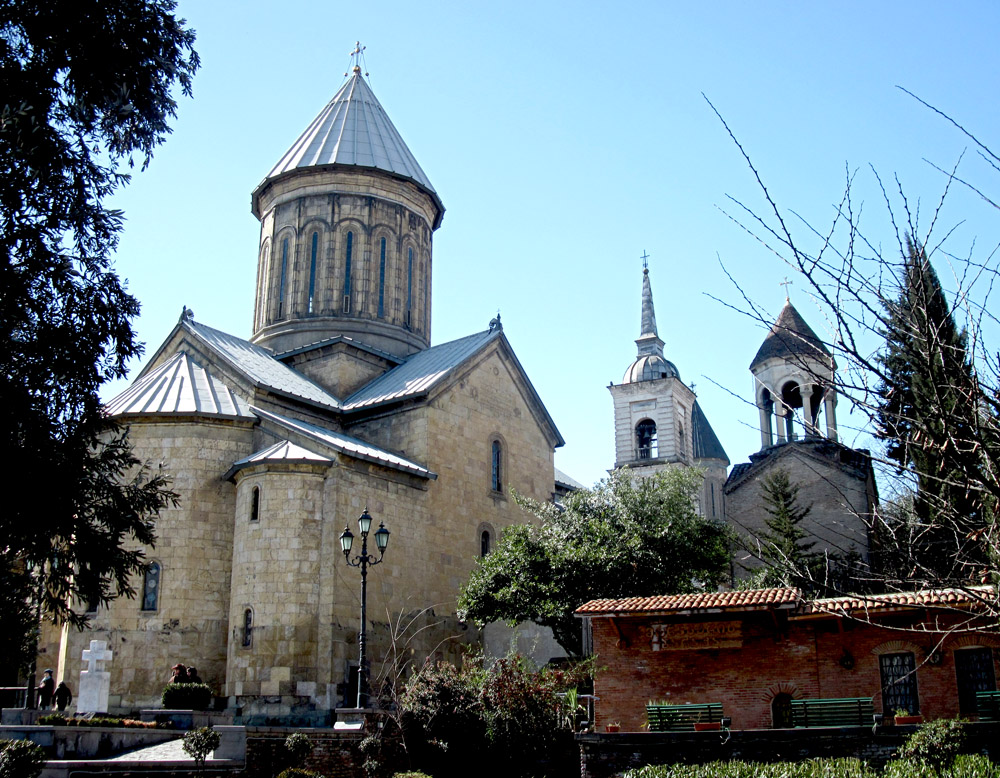
De Sioni-kathedraal in Tbilisi
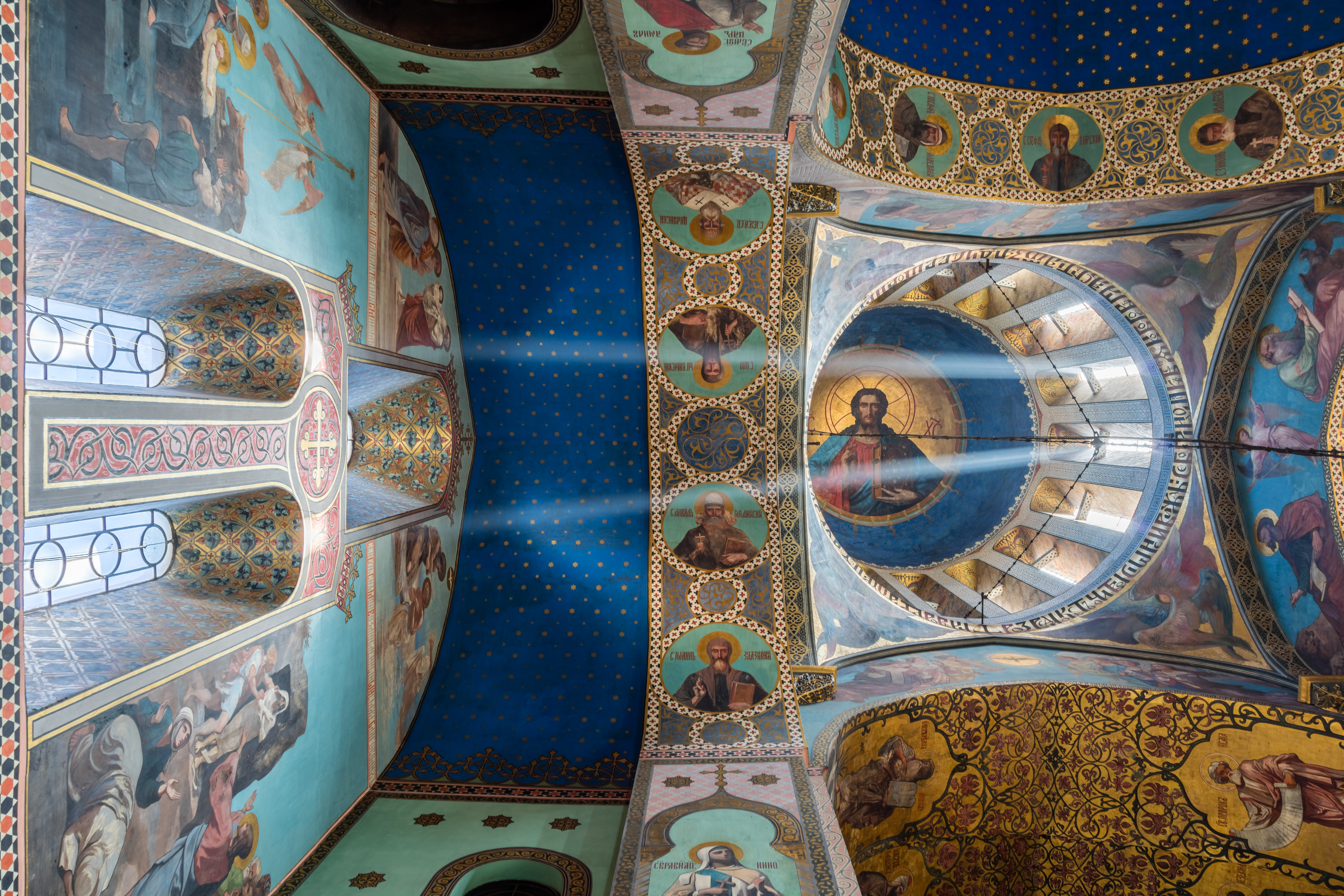
Plafond van de kathedraal